# Postau
Postau è un comune tedesco di 1 635 abitanti, situato nel land della Baviera.